# Загребська об'їзна дорога

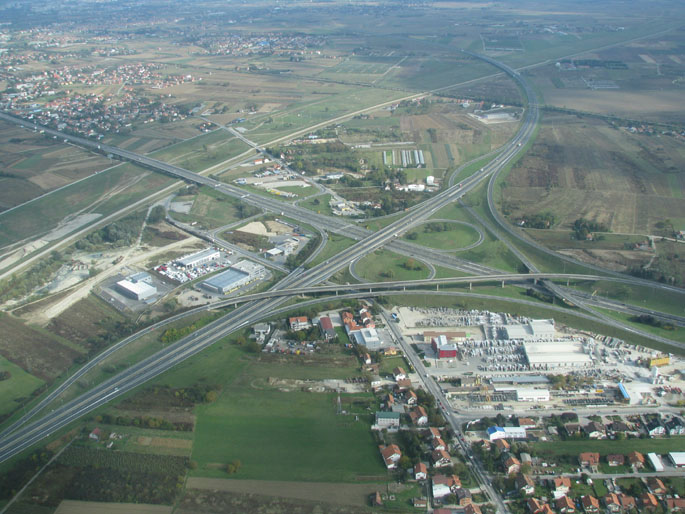
Розв'язка Лучко — ворота Загреба у бік адріатичного узбережжя (вигляд із заходу)

Загребська об'їзна дорога (хорв. Zagrebačka obilaznica) — підковоподібна автомагістраль, що частково огинає столицю Хорватії Загреб. Її найбільша на сьогодні частина — між розв'язками Янкомир та Іваня Река — будувалася з 1977 по 1979 рік, а ділянку Іваня Река—Света Хелена було споруджено в 1996—1999 роках. Об'їзд завдовжки 48,9 км пролягає довкола міста від північно-західного передмістя Запрешич до Светої Хелени на північному сході. Він двічі перетинає річку Саву та проходить мостом через канал зливу повеневих вод Сава—Одра. Оскільки найпожвавленіші ділянки між розв'язками Янкомир і Бузин мають середньорічний щоденний транспортний потік близько 45 000 од., це найбільш завантажений відрізок мережі автомобільних доріг у Хорватії.
Загребську об'їзну дорогу не виділяють в окрему автомагістраль із присвоєнням окремого номера, а радше розглядають як три відрізки трьох різних автомагістралей:
| Автомагістраль    | Відрізки                                                                 |
| ----------------- | ------------------------------------------------------------------------ |
| Автомагістраль А2 | Запрешич—Янкомирська розв'язка                                           |
| Автомагістраль A3 | Янкомирська розв'язка—розв'язка Лучко—Бузин—Косниця—розв'язка Іваня Река |
| Автомагістраль А4 | розв'язка Іваня Река—Кралєвецькі Новаки—Поповець—Света Хелена            |

Ці ділянки автомагістралей одночасно є ділянками державних доріг D1 і D3, а також європейських маршрутів E59, E65, E70 та E71.
Нині об'їзна дорога складається з чотирьох смуг руху на всій протяжності, з аварійною смугою в кожному напрямку. У теперішньому вигляді Загребський об'їзд має невелику кількість розв'язок, досить віддалених одна від одної. Приміром, нинішня розв'язка в Запрешичі подовжує поїздку із Запрешича до Загреба об'їзною дорогою на 4,5 км. Останню нову розв'язку збудовано в 2007—2008 роках на південному сході у Косниці, тим самим забезпечуючи сполучення з Загребом через міст Батьківщини.
Уздовж об'їзду є дві зони відпочинку: зона відпочинку Лучко між розв'язками Янкомир і Лучко, що включає знаменитий мотель «Плитвице», відомий своїм пішохідним мостом через об'їзну дорогу, та зона відпочинку Сесвете, розміщена між розв'язками Поповець і Света Хелена. Нову зону відпочинку заплановано між розв'язками Якушевець і Косниця.
Нинішня підковоподібна форма об'їзної дороги зумовлена наявністю гори Медведниця на північ від Загреба, що позбавляє місто можливості об'їзду з півночі, тим самим не даючи змоги з'єднати автомагістралі А2 і А4. Для подолання цього розриву в об'їзному кільці було заплановано і розроблено північне відгалуження об'їзду завдовжки близько 27 км. Ним планувалося з'єднати розв'язку в Запрешичі з розв'язкою у Поповці. Але цей маршрут вимагав би довгих тунелів і віадуків, що зробило б його високовартісним. Будівельні роботи передбачали згодом побудувати додатковий тунель завдовжки 5–10 км крізь гору Медведниця для безпосереднього сполучення Загреба з Хорватським загір'ям. Одначе станом на вересень 2011 року всі такі плани скасовано як нездійсненні.